# روضة أطفال (فلم)
روضة أطفال (العنوان الدولي: أطفال مونمارتر) هو فيلم أبيض وأسود درامي فرنسي صدر عام 1933 من إخراج وكتابة جان بينوا ليفي وماري إبستاين. تم اقتباسه من رواية الكاتب الفرنسي ليون فرابيه الحائزة على جائزة غونكور والتي تحمل الاسم نفسه عام 1904. كان هذا الفيلم إعادة إنتاج لنسخة صامتة أقل نجاحًا صنعها غاستون روديس عام 1925. تم تصنيفه عام 1935 باعتباره سادس أفضل فيلم أجنبي من قبل المجلس الوطني لمراجعة الأفلام السينمائية،

## ملخص
فتاة صغيرة تدعى روز تعمل في مدرسة فقيرة وتتبنى فتاة صغيرة مهجورة. يقدم طبيب عرض زواج لروز، لكن الفتاة الصغيرة تشعر بالغيرة الشديدة وتحاول الانتحار.

## طاقم التمثيل
- ماديلين رينو في دور الآنسة روز
- مادي بيري في دور السيدة بولين
- أليس تيسو في دور مشرفة
- سيلفيت فيلاسيير في دور السيدة كويريت
- باوليت إلامبيرت في دور ماري كوريت
- هنري ديبان في دور الدكتور ليبوا
- إدموند فان دايلي في دور بانتين
- أليكس برنارد في دور أستاذ

## روابط خارجية
- روضة أطفال في قاعدة بيانات الأفلام على الإنترنت